# Wielenberg (Ofterschwang)
Wielenberg (mundartlich: Wialəbearg) ist ein Gemeindeteil der Gemeinde Ofterschwang im bayerisch-schwäbischen Landkreis Oberallgäu.

## Geographie
Der Weiler liegt circa 750 Meter östlich des Hauptorts Ofterschwang. Nordöstlich der Ortschaft liegt die Wittelsbacher Höhe.

## Ortsname
Der Ortsname bezieht sich auf das frühneuhochdeutsche Wort wüle für Pfuhl, Morast. In Bezug auf das nahe Schweineberg könnte der Ortsname (Siedlung an/auf dem) Berg mit Wälzlachen für (Wild-)Schweine bedeuten.

## Geschichte
Wielenberg wurde erstmals urkundlich im Jahr 1451 erwähnt, als 20 rotenfelsische Eigenleute uffem Würenberg lebten. In den Jahren 1827 und 1828 fand die Vereinödung Wielenbergs statt.